# Kalduny
Les kalduny ou kolduny (biélorusse : калдуны́, polonais : kołduny, lituanien : koldūnai, utilisé au pluriel uniquement) sont des boulettes farcies à base de pâte non levée dans les cuisines biélorusse, lituanienne et polonaise, apparentées aux pierogi polonais, aux pelmeni russes et aux vareniki ukrainiens.
Dans les langues slaves, le mot signifie « magiciens » ou « sorciers », mais on ne sait pas exactement comment ce mot a été associé à ce plat.

## Description
Les kalduny, boulettes de pâte azyme fourrées de viande, de champignons ou d'autres farces, sont apparentés à des plats similaires en Occident comme en Orient, des raviolis italiens, des derelye hongrois et des pirogen juifs ashkénazes aux pelmeni russes et aux manti ou chuchvara d'Asie centrale. Les kalduny faits avec une farce de jambon fumé et de champignons (Kalduny Comte Tyshkevich, du nom d'une famille noble biélorusse de Lahojsk près de Minsk) ont longtemps été considérés comme la « carte de visite » de la Biélorussie, bien que des décennies de régime soviétique aient presque effacé leur trace de la mémoire publique et qu'ils ne soient plus servis que dans quelques restaurants locaux. Actuellement, les pelmeni russes et les vareniki ukrainiens sont servis dans un plus grand nombre de restaurants.
La pâte à kalduny la plus simple est faite de farine mélangée à de l'eau tiède, des œufs et un peu de sel. Dans certaines recettes, la pâte à kalduny est mélangée à du jus d'oignon et non à de l'eau. La pâte à kalduny doit être souple mais élastique, facile à étirer et à sceller en une poche autour d'une cuillerée de garniture. Comme les autres pâtes à tarte, il faut la laisser reposer, couverte d'un torchon ou d'un linge pour ne pas qu'elle se dessèche. Les kalduny sont généralement cuits dans une grande casserole peu profonde, à feu doux, dans de l'eau bien salée. Au lieu de bouillir dans l'eau, les kalduny peuvent être cuits directement dans une soupe, dans laquelle ils sont ensuite servis. Certaines variétés sont cuites au four ou frites. Les kalduny à la polonaise, avec une farce de poisson de rivière bouilli et d'œufs durs, sont frits. Une variété connue dans la cuisine russe sous le nom de kundumy (russe : кундюмы) n'est jamais bouillie : les boulettes remplies de champignons sont cuites au four dans une mijoteuse ou frites.
Le kalduny peut être servi comme plat principal ou comme dessert, en fonction de la farce. Dans le premier cas, on utilise de la viande, des champignons, du fromage fermier ou du poisson ; dans le second, on utilise des baies fraîches ou parfois des fruits secs. La sauce ou la garniture du kalduny dépend également de la farce. Les kalduny avec une farce de Vilnius (champignons et porc fumé, comme dans les Kalduny Comte Tyshkevich) sont garnis de beurre fondu, tandis que la farce russe (fromage fermier ou purée de pommes de terre) nécessite une crème aigre épaisse. Les kalduny de dessert sont poudrés de cannelle ou nappés de sirops de fruits. Les kalduny sont souvent servis dans une soupe (bouillon de bœuf ou borsht), comme les kreplach juives. Les nombreuses combinaisons de pâte, de farce et de sauce offrent un grand potentiel de variation.
De grands kalduny (manti) sont préparés pour les grandes fêtes musulmanes, célébrées par la population tatare qui vit sans interruption en Biélorussie depuis la fin du 14e siècle. Cette variété de kalduny est faite avec une farce de mouton ou de veau épicée et se mange à la cuillère, afin que l'enveloppe de pâte ne se déchire pas et que le jus de l'intérieur ne soit pas perdu. 

## Variétés
Les kalduny sont accompagnés d'une variété de garnitures :
- Viande (moulue ou hachée)
- Champignons (frais ou secs)
- Champignons et porc fumé, mélangés en proportions égales (farce de Vilnius, Kalduny Count Tyshkevich)
- Riz blanc et œufs durs
- Choucroute sautée avec des champignons
- Poisson (poisson d'eau douce, comme le piquet ou le sandre, désossé et haché, mélangé à des œufs durs ou au plat)
- Myrtille (entière)
- Cerise (dénoyautée)